# Aphrophora karenkoensis
Aphrophora karenkoensis är en insektsart som beskrevs av Kato 1933. Aphrophora karenkoensis ingår i släktet Aphrophora och familjen spottstritar. Inga underarter finns listade i Catalogue of Life.